# Helicia ledermannii
Helicia ledermannii är en tvåhjärtbladig växtart som beskrevs av Friedrich Ludwig Diels. Helicia ledermannii ingår i släktet Helicia och familjen Proteaceae. Inga underarter finns listade i Catalogue of Life.